# Musée départemental d'histoire naturelle de Gunma
Le musée départemental d'histoire naturelle de Gunma (群馬県立自然史博物館, Gunma kenritsu shizenshi hakubutsukan) est situé dans la ville de Tomioka dans la préfecture de Gunma. 
Le musée présente principalement des collections relatives à l'histoire naturelle de Gunma, mais également des documents, photos, squelettes d'animaux et autres objets qui racontent l'histoire de notre planète. De nombreux objets comme un squelette authentique de Camarasaurus, une maquette animée grandeur nature d'un Tyrannosaurus, et un imposant diorama d'une forêt de hêtres font la réputation du musée au niveau national. Un dinosaure de Kanra, un fossile Helicoprion, un Paleoparadoxia, et un Sinomegaceros y sont notamment exposés.
Le musée départemental des sciences de la nature de Gunma est fondé le 16 juillet 1978 et fermé le 31 mars 1996. Le musée départemental d'histoire naturelle de Gunma, qui hérite des collections de son prédécesseur, est inauguré le 1er avril 1996. Le musée ouvre au public le 22 octobre de la même année sous la direction du paléontologue Hasegawa Yoshikazu.

## Espaces d'exposition
- Expositions permanentes
  - Notre planète la Terre
  - L'environnement naturel de Gunma
  - La salle Darwin
  - L' Homo sapiens
  - Notre précieuse planète
- Expositions temporaires (printemps, été, automne）

## Aux alentours
- Gare de Joshu Ichinomiya
- Filature de soie de Tomioka
- Isobe Onsen
- Sanctuaire Nukisaki